# Segelfluggelände Cham-Janahof

i7
i11
i13
Das Segelfluggelände Cham-Janahof liegt in der Kreisstadt Cham in der Oberpfalz, etwa 1,5 km südlich des Zentrums von Cham. Naturräumlich liegt das Segelfluggelände im Tal des Flusses Regen zwischen dem Bayerischen und dem Oberpfälzer Wald.

## Flugbetrieb
Das Segelfluggelände besitzt eine 600 m lange, asphaltierte Start- und Landebahn. Es finden Windenbetrieb und Flugzeugschlepp mit Segelflugzeugen sowie Flugbetrieb mit Motorseglern statt. Für Windenstarts steht eine Windenschleppstrecke von insgesamt 1100 m zur Verfügung (einschließlich der asphaltierten Start- und Landebahn). Der Betreiber des Segelfluggeländes ist der Segelflug-Sportverein Cham e. V.